# Culicoides pentamaculatus
Culicoides pentamaculatus är en tvåvingeart som beskrevs av Smatov och Kravets 1976. Culicoides pentamaculatus ingår i släktet Culicoides och familjen svidknott. Inga underarter finns listade i Catalogue of Life.